# Téji Savanier
Téji Savanier, né le 22 décembre 1991 à Montpellier, est un footballeur français, jouant au poste de milieu de terrain au Montpellier HSC.

## Biographie

### Carrière en club
Après avoir joué en section de jeunes dans les clubs de Lattes, de Palavas ou encore de Castelnau-le-Lez, Téji Savanier intègre le centre de formation du Montpellier HSC en 2007. Avec les jeunes du club, il atteint la finale de la Coupe Gambardella en 2009 mais ne dispute pas la rencontre. Il fait ses débuts en équipe réserve la même saison et dispute trois rencontres pour un but marqué en CFA. La saison suivante, il remporte avec les jeunes du club le Trophée des centres de formation. 
Non conservé par son club formateur, Téji Savanier s'engage, le 2 juin 2011, avec l'AC Arles-Avignon en Ligue 2. Il gagne du temps de jeu au fil de la saison, notamment après l'arrivée du nouvel entraîneur, Thierry Laurey. Cela lui permet d'inscrire son premier but en professionnel, le 24 septembre 2011, face au RC Lens pour une victoire de son club 3 à 0. Il faut attendre le 17 novembre 2012 pour le voir inscrire un nouveau but sous le maillot d'Arles-Avignon. Il marque, en effet, au cours d'un match de Coupe de France face au FC Roche Saint-Genest (7e tour de la compétition).
Le 17 janvier 2013, les jaunes et bleus reçoivent un concurrent direct au maintien en Ligue 2, le GFC Ajaccio. Téji Savanier est l'unique buteur de la rencontre, qui se soldera sur le score de un but à zéro. Deux mois plus tard, il récidive en ouvrant la marque d'un ciseau retourné contre Clermont. Ce soir-là, son équipe l'emporte à l'extérieur par quatre buts à deux. Au cours de la saison 2012-2013, il est expulsé après avoir reçu un premier carton jaune face à Niort.
Par la suite, Téji Savanier s'impose dans l'effectif provençal, devenant le tireur sur phase arrêtée et meneur de jeu. Malgré tout, la relégation de sa formation et le dépôt de bilan de son club à l'issue de la saison 2014-2015 met fin à son contrat. Il signe alors le 6 août 2015 au Nîmes Olympique pour un an, avec une année supplémentaire en option.

#### Nîmes Olympique (2015-2019)
Cette première saison 2015-2016 est marqué par le handicap de 8 points infligés au Nîmes Olympique après l'affaire des matchs présumés truqués. Teji Savanier finit meilleur passeur du club avec 7 passes décisives et 3 buts. Il est l'un des grands acteurs du maintien pour le club. Avec 28 matchs joués et le maintien en Ligue 2 acquis, son contrat est prolongé à l'issue de la saison.
Il termine la saison 2016-2017 6ème de Ligue 2 avec son club, compétition durant laquelle il inscrit 8 buts et délivre 13 passes décisives. Avec un temps de jeu en constante progression durant la saison, il devient un des éléments centraux des compositions de son entraîneur Bernard Blaquart.
La saison 2017-2018 est celle de la montée pour le Nîmes Olympique. Aux côtés d'Umut Bozok qui finit meilleur buteur de ligue 2 (25 buts), il finit à nouveau meilleur passeur. Lors de la 37e journée, il fête la montée par une victoire contre le GFC Ajaccio. L’équipe finit deuxième de ligue 2 derrière le Stade de Reims.
À l'issue de cette saison, il est élu par ses pairs dans l’équipe type de Ligue 2, aux côtés des deux principaux attaquants nimois, Umut Bozok et Rachid Alioui.
Téji Savanier s'est imposé comme un des principaux artisans du Nîmes Olympique en Ligue 1. Lors de la saison 2018-2019, il termine meilleur passeur du championnat de France avec 13 passes décisives devant Nicolas Pépé (LOSC) et Ángel Di María (PSG).

#### Retour à Montpellier (depuis 2019)
Le 29 juin 2019, après quatre ans sous les couleurs nîmoises, le milieu de terrain quitte Nîmes. Il retourne dans son club formateur, au Montpellier HSC, avec lequel il s'engage pour une durée de quatre ans.
Avant même son premier match officiel sous les couleurs du Montpellier HSC, Téji Savanier se blesse assez gravement au genou (distension du ligament latéral interne de son genou droit) pendant un match amical. Cette blessure l'écartera des terrains pour une durée de deux mois au minimum. Remis de sa blessure, il joue sa première rencontre sous ses couleurs le 19 octobre 2019, en remplaçant Nicolas Cozza lors du déplacement à Reims. Il marque son premier but d'une frappe de loin, lors de la réception du Toulouse FC, le 10 novembre 2019.
Le 11 janvier 2023, Téji Savanier dispute face à Nice son centième match sous le maillot du MHSC. Auteur d'un doublé face à Angers le 5 mars suivant, Téji Savanier bat son record personnel de buts sur une saison en championnat, avec dix réalisations. Face à Toulouse le 9 avril de la même année, Téji Savanier honore sa centième apparition en Ligue 1.

### Carrière internationale
D'ascendance algérienne par son grand-père, Téji Savanier déclare cependant que jouer avec Les Fennecs ne lui « a jamais traversé l’esprit » et que le seul maillot qu'il souhaite porter est « celui de [...] la France ».  
Le 2 juillet 2021, il est retenu dans la liste des vingt-et-un joueurs français sélectionnés par Sylvain Ripoll pour disputer les Jeux olympiques d'été de 2020 qui se déroulent à l'été 2021 au Japon,. Laurent Nicollin, le président du Montpellier HSC, a également accepté de libérer son joueur. Le 16 juillet, il fait ses débuts en tant que titulaire avec la sélection olympique contre la Corée du Sud en match préparatoire aux JO de Tokyo (victoire 2-1). Lors du second match de groupe face à l'Afrique du Sud, Téji Savanier inscrit le but victorieux dans le temps additionnel permettant à la France de l'emporter 4-3, après un triplé d'André-Pierre Gignac.

## Style de jeu
Après avoir joué plusieurs saisons comme milieu offensif, Téji Savanier a petit-à-petit été positionné comme milieu relayeur jouant devant sa défense à l'image de joueurs comme Marco Verratti. Il est tout de même revenu à son poste de numéro 10 au MHSC, où il est parfois replacé en milieu central[réf. nécessaire].
Très adroit sur coup-de-pied arrêté, il réalise la plupart de ses passes décisives sur coups francs ou corners (douze sur treize pendant la saison 2016-2017, six sur huit en 2017-2018). Il était aussi l'un des principaux tireurs de penalty du Nîmes Olympique et maintenant du Montpellier Hérault Sport Club[réf. nécessaire].
Joueur instinctif, il tente et réussit beaucoup de dribbles. Il est aussi capable de fulgurances, comme ce but de 48 mètres (record de la saison 2018-2019) contre le Dijon FCO le 15 février 2019.

## Statistiques
| Saison                | Club                  | Championnat           | Championnat | Championnat | Championnat | Coupe nationale | Coupe nationale | Coupe nationale | Coupe de la Ligue | Coupe de la Ligue | Coupe de la Ligue | Total | Total | Total |
| Saison                | Club                  | Division              | M.          | B.          | P.d.        | M.              | B.              | P.d.            | M.                | B.                | P.d.              | M.    | B.    | P.d.  |
| 2011-2012             | AC Arles-Avignon      | Ligue 2               | 21          | 1           | 1           | 0               | 0               | 0               | 1                 | 0                 | 0                 | 22    | 1     | 1     |
| 2012-2013             | AC Arles-Avignon      | Ligue 2               | 27          | 2           | 1           | 2               | 1               | 0               | 3                 | 0                 | 0                 | 32    | 3     | 1     |
| 2013-2014             | AC Arles-Avignon      | Ligue 2               | 25          | 1           | 1           | 1               | 0               | 0               | 1                 | 0                 | 0                 | 27    | 1     | 1     |
| 2014-2015             | AC Arles-Avignon      | Ligue 2               | 32          | 3           | 2           | 1               | 0               | 0               | 4                 | 1                 | 1                 | 37    | 4     | 3     |
| Sous-total            | Sous-total            | Sous-total            | 105         | 7           | 5           | 4               | 1               | 0               | 9                 | 1                 | 1                 | 118   | 9     | 6     |
| 2015-2016             | Nîmes Olympique       | Ligue 2               | 27          | 3           | 6           | 1               | 0               | 0               | 0                 | 0                 | 0                 | 28    | 3     | 6     |
| 2016-2017             | Nîmes Olympique       | Ligue 2               | 34          | 8           | 12          | 0               | 0               | 0               | 1                 | 0                 | 0                 | 35    | 8     | 12    |
| 2017-2018             | Nîmes Olympique       | Ligue 2               | 31          | 4           | 8           | 3               | 0               | 0               | 1                 | 1                 | 1                 | 35    | 5     | 9     |
| 2018-2019             | Nîmes Olympique       | Ligue 1               | 32          | 6           | 14          | -               | -               | -               | 2                 | 0                 | 0                 | 34    | 6     | 14    |
| Sous-total            | Sous-total            | Sous-total            | 124         | 21          | 39          | 4               | 0               | 0               | 4                 | 1                 | 1                 | 132   | 22    | 40    |
| 2019-2020             | Montpellier HSC       | Ligue 1               | 19          | 6           | 2           | 2               | 1               | 0               | 2                 | 0                 | 1                 | 23    | 7     | 3     |
| 2020-2021             | Montpellier HSC       | Ligue 1               | 27          | 5           | 5           | 4               | 0               | 2               | -                 | -                 | -                 | 31    | 5     | 7     |
| 2021-2022             | Montpellier HSC       | Ligue 1               | 29          | 8           | 7           | 2               | 1               | -               | -                 | -                 | -                 | 31    | 9     | 7     |
| 2022-2023             | Montpellier HSC       | Ligue 1               | 30          | 12          | 4           | 0               | 0               | 0               | -                 | -                 | -                 | 30    | 12    | 4     |
| 2023-2024             | Montpellier HSC       | Ligue 1               | 32          | 9           | 6           | 2               | 0               | 1               | -                 | -                 | -                 | 34    | 9     | 7     |
| 2024-2025             | Montpellier HSC       | Ligue 1               | 31          | 2           | 5           | 1               | 0               | 0               | -                 | -                 | -                 | 32    | 2     | 5     |
| 2025-2026             | Montpellier HSC       | Ligue 2               | 1           | 0           | 0           | -               | -               | -               | -                 | -                 | -                 | 1     | 0     | 0     |
| Sous-total            | Sous-total            | Sous-total            | 169         | 42          | 29          | 11              | 2               | 3               | 2                 | 0                 | 1                 | 182   | 44    | 33    |
| Total sur la carrière | Total sur la carrière | Total sur la carrière | 398         | 70          | 73          | 19              | 3               | 3               | 15                | 2                 | 3                 | 432   | 75    | 79    |

## Palmarès

### En club
Il est vice-champion de Ligue 2 en 2018 avec le Nîmes Olympique

### Distinctions individuelles
- Joueur du mois de Ligue 1 en décembre 2021[24]
- Meilleur passeur de Ligue 1 2018-2019 (13 passes)

## Vie privée
Téji Savanier est d’origine Gitane.  
Il a un fils et une fille. 